# La Salut (Badalona)

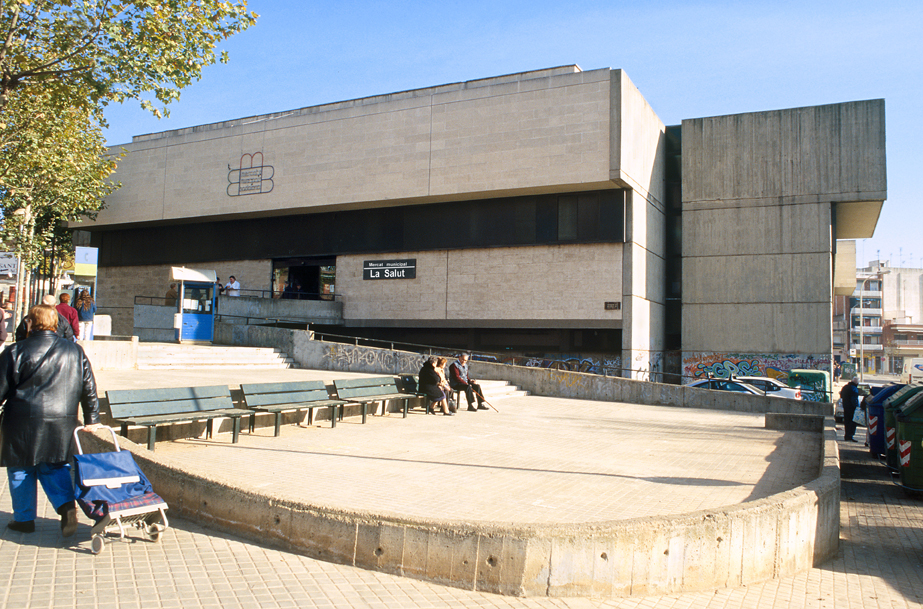
Mercat de La Salut

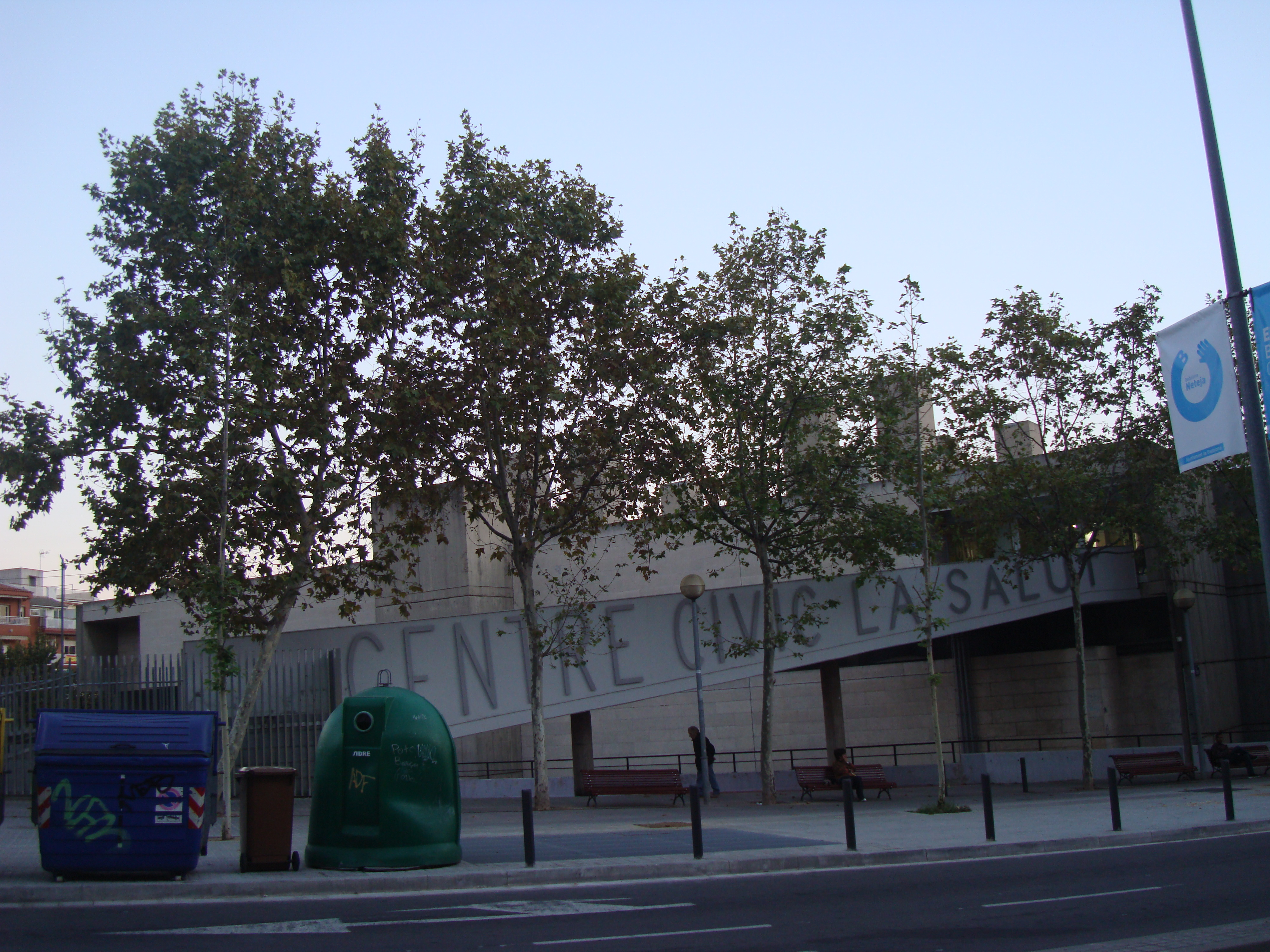
Centre cívic de La Salut, al costat del mercat

La Salut és un barri de Badalona (Barcelonès). Forma part del Districte IV amb els barris de Sant Joan de Llefià, Sant Mori de Llefià i Sant Antoni de Llefià. Limita amb Sant Joan de Llefià, Sant Mori de Llefià, La Pau, Sistrells, Can Claris, Gorg i Congrés, i amb Santa Coloma de Gramenet.

## Demografia
Segons el padró de 2012, La Salut és el barri més poblat de la ciutat, amb 20.266 habitants, que representa un 9,1% del total. D'aquests, el 52,5% (10.645) són homes i el 47,5% (9.621) són dones.
A més a més, és un dels barris amb un major índex d'immigració de tot Badalona. L'any 2010 era el barri amb major percentatge d'immigrants de la ciutat, amb un 20,7% del total. Conjuntament amb els barris d'Artigues, La Pau i Sant Roc és un dels barris amb major percentatge de persones estrangeres respecte del total de la població del mateix barri; els quatre barris se situen al voltant del 34%.

## Història
El barri comença a gestar-se durant les primeres dècades del segle xx. Els terrenys estaven dividits entre diversos terratinents, entre els quals destacava el marquès de Sant Mori, Francesc de Moixó, propietari, a més, de la torre de ca l'Anglasell (avui desapareguda), la qual donaria nom al barri en els seus primers anys.
Alguns propietaris començaren a parcel·lar i vendre les seves terres el 1915. La seva idea era crear una urbanització de segones residències per a famílies benestants barcelonines. S'acostuma a pensar que el nom del barri surt d'aquesta primer intent de crear una urbanització d'estiueig, per a “fer-hi salut”. Però el 1925, la demanda de l'habitatge havia crescut molt més, sobretot arran de les obres del Ferrocarril Metropolità de Barcelona, el metro, inaugurat el 1924, i les obres que s'estaven duent a terme derivades de l'Exposició Universal de 1929. El promotor, Anselm del Riu, per tal de satisfer la demanda, presentà un projecte a l'Ajuntament que configuraria bona part del barri actual, que amb l'arribada dels immigrants el farien créixer de manera desmesurada i precipitada, amb manca de serveis. Aquesta situació contribuí a una visió negativa de molts badalonins sobre el barri, el qual anomenaven com Gurugú o barrio de la Puñalada.
Després de la Guerra Civil, l'arribada d'immigrants és massiva, sobretot des d'Andalusia, en la recerca d'oportunitats. S'agreujà el fenomen del barraquisme, ja iniciat a la dècada de 1920, i fins i tot les coves refugi del turó d'en Caritg foren reutilitzades com habitatges. També es produeix el fenomen de les cases d'autoconstrucció, car molts veïns nouvinguts només tenien prou per a comprar-se un terreny, que els antics propietaris agrícoles venien sense fer cap mena d'inversió en els terrenys. Tot això, ocorre al marge de l'administració municipal, que no és un actor destacat en aquest terreny. Això no obstant, les condicions de vida milloraren, sobretot a partir dels anys cinquanta, amb la construcció d'infraestructures i la posada en marxa de serveis bàsics per al barri, molt reclamats des del veïnat, com l'església, l'escola o un mercadillo; tot i que moltes altres reivindicacions quedaren sense resposta.
Durant aquesta dècada també apareixen una sèrie d'instruments a redós dels problemes que estaven succeint. Aquests són el Pla Comarcal de 1953, de caràcter tècnic; la constitució de la comarca de Barcelona, merament administrativa; i la Ley del Suelo de 1956, que era d'ordre legal. En les dues dècades següents, la ciutat creix a partir de plans parcials, molts de promoció privada. El Pla Comarcal posa en marxa mecanismes de producció d'habitatge qualitativament diferents. El nou model es basà a connectar el teixit urbà en una zona molt ocupada per urbanitzacions particulars d'anys anteriors, i es dedica a omplir els espais buits amb noves edificacions. A la Salut, l'administració, que ja és un dels principals actors, promou la construcció d'habitatge públic a través del Patronato Local de Viviendas de Renta Limitada. El resultat serà el Grup Verge de la Salut, anomenat també El Hoyo, l'any 1969.

## Llocs d'interès

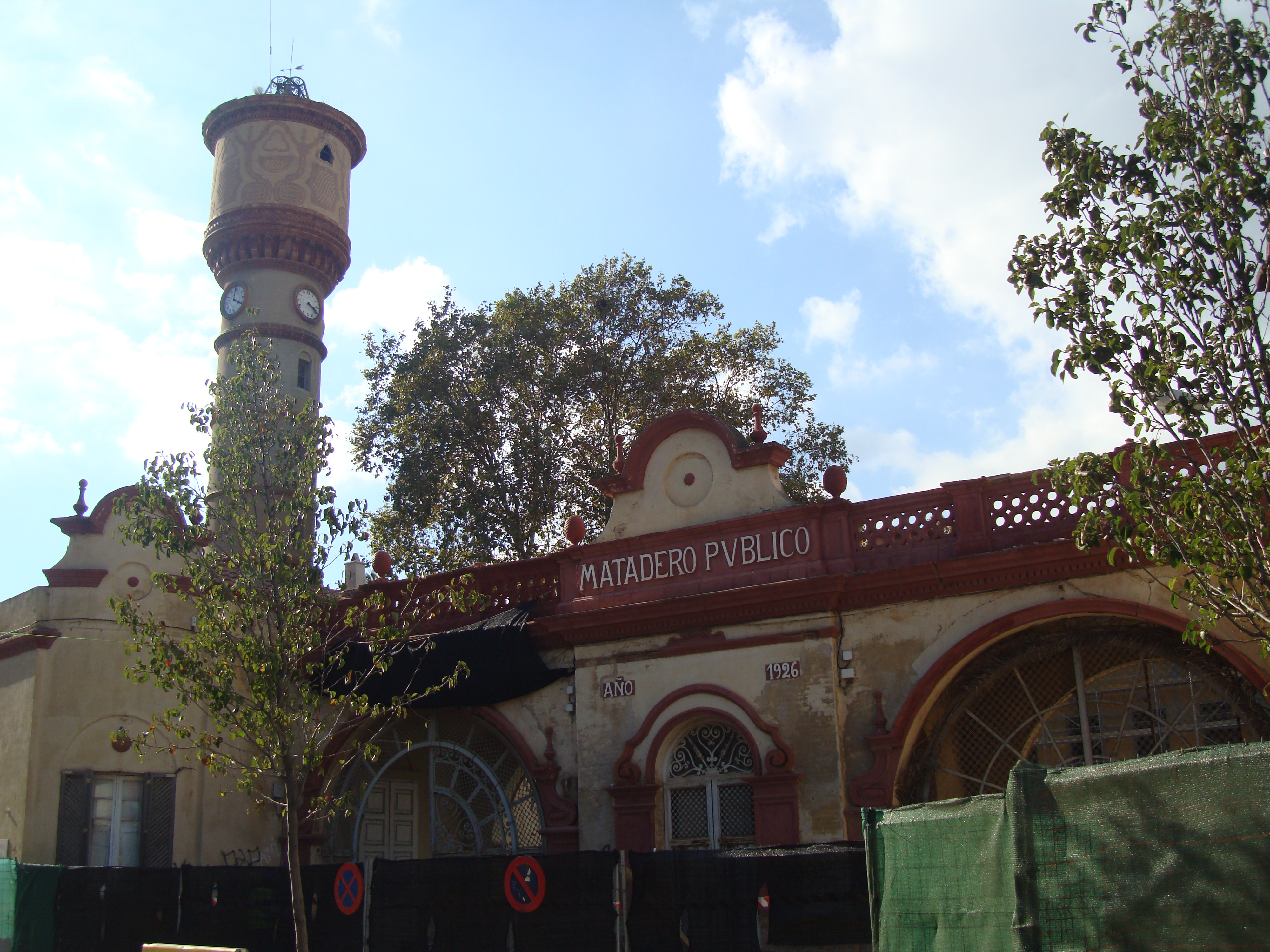
L'escorxador abans de les reformes

El conjunt d'edificis de l'antic escorxador varen ser construïts entre els anys 1924 i 1929. Va ser inaugurat pel rei Alfons XIII el 1926 i es va mantenir operatiu fins al 1985. L'any 2011 es recuperava aquest espai per a la ciutat convertit en un parc. Al barri funciona el Centre Cívic de La Salut, lloc on es realitzen diverses activitats i, també, és un dels llocs on s'acostumen a celebrar mítings polítics, sobretot en època d'eleccions.
A la cruïlla dels carrers de Lepanto i de Solsona es troba el cim del Puigfred, completament urbanitzat.

### El passeig de La Salut

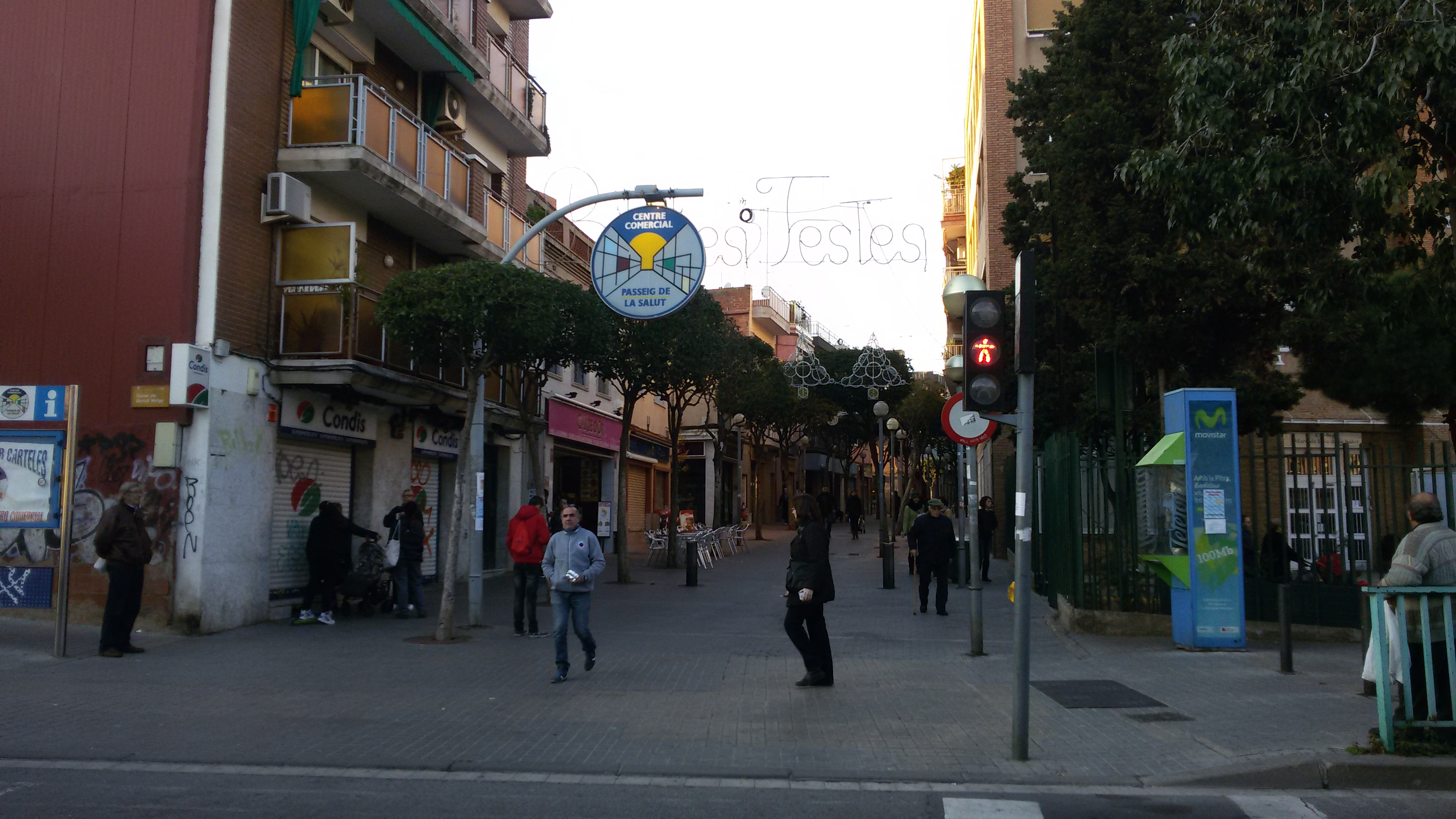
El Passeig de la Salut

L'antic Passeig dels plàtans era el camí d'entrada a la finca de ca l'Anglasell, residència del Marquès de Sant Mori. Avui dia transformat en l'eix comercial Passeig de La Salut, es tracta d'un carrer ple de petits comerços que travessa pràcticament tot el barri. Gràcies principalment a la lluita dels comerciants del passeig, es va aconseguir que es fes un pas per sota de l'autopista, equipament que separava el carrer i el barri de la resta de la ciutat. Fins a l'any 1925 va ser conegut com a passeig dels albers (álamos, en castellà); durant els anys 30 se l'anomenava carrer de Jaca i poc després va passar a dir-se Paseo Cristo Rey, fins a l'any 1979 quan va rebre el nom actual.
En el mes de maig de 2014 s'hi va instal·lar una estàtua en homenatge a Manolo Escobar, ubicada justament al primer indret a on la família d'Escobar va viure quan va arribar a la ciutat des d'Almeria. Es tracta d'una figura de bronze d'1,75 metres d'alçada i de 250 quilograms, obra de Susana Ruiz, la mateixa autora de l'escultura "El mono de Badalona" que es troba a l'accés al pont del Petroli al passeig Marítim. El consistori espera que l'estàtua també sigui un revulsiu per a l'atracció de persones al barri.
Al final d'aquest passeig trobem l'església de la Mare de Déu de la Salut, obra de Joan Padrós i Fornaguera i consagrada l'any 1964 pel bisbe Modrego.

## Transports

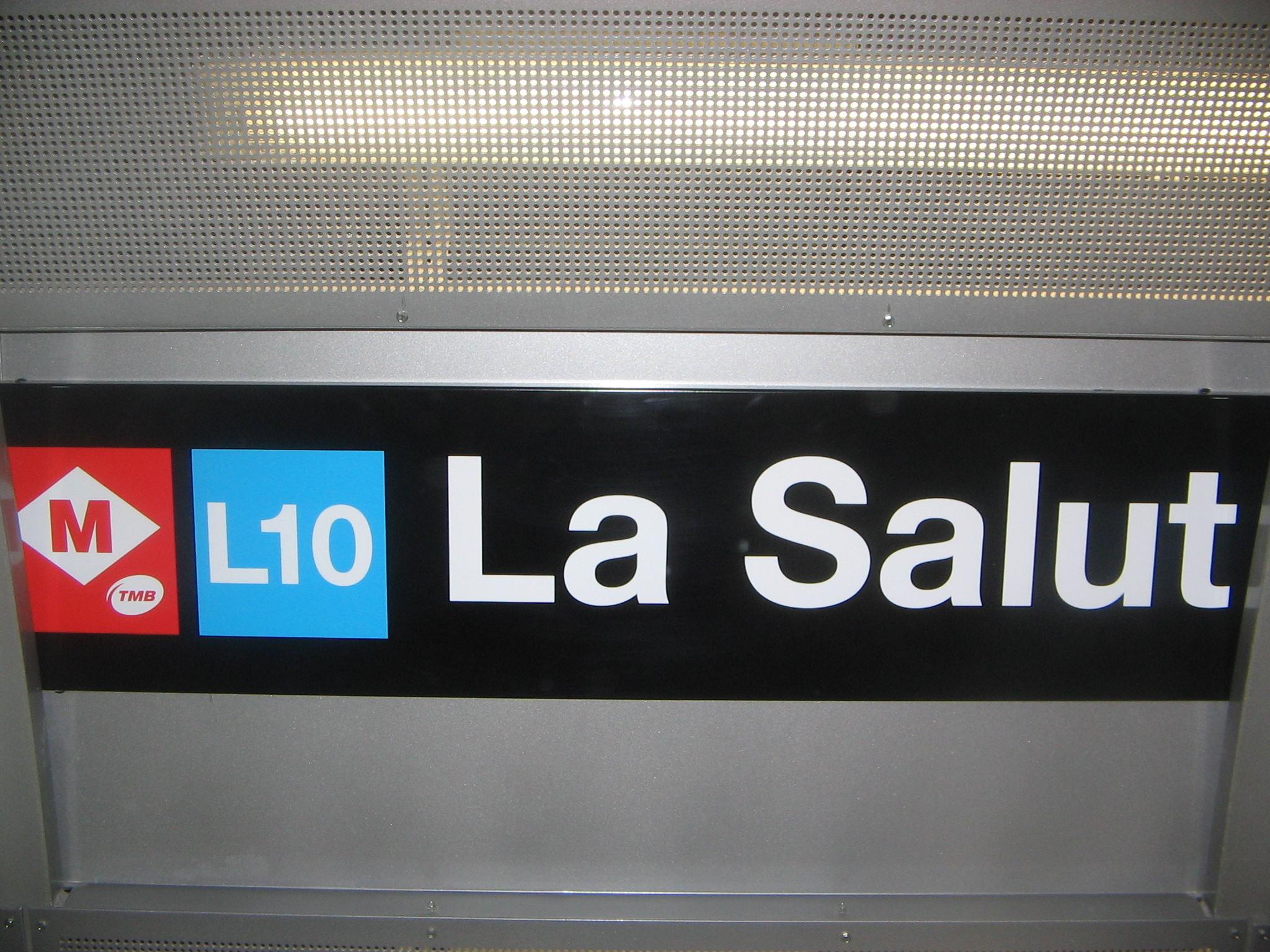
Cartell de l'estació de La Salut

El barri compta amb una parada de metro de la L10 des de l'any 2010. A més a més, La Salut representa una zona de pas fluida d'autobusos, totes operades per TUSGSAL. Passen pel barri la B4, B5, B2, B23, i la nocturna N2. Tanmateix d'altres també ofereixen serveis, però passen per sectors fronterers del barri, sobretot al sector de l'avinguda d'Alfons XIII.

## Veïns il·lustres
- Manolo Escobar (1931-2013), cantant[18]
- Mireia Belmonte García (1990), nedadora i medallista olímpica[19]